# نبرد تورا بورا
نبرد تورا بورا (به پشتو: د توره بوره جګړه)، (به انگلیسی: Battle of Tora Bora) یک عملیات نظامی بود که در مراحل اولیهٔ حملهٔ ایالات متحده به افغانستان در غار تورا بورا در شرق افغانستان در ۶ تا ۱۷ دسامبر ۲۰۰۱ ستیزه شد. این عملیات توسط ایالات متحده و متحدان آن با هدف دستگیری یا کشتن اسامه بن لادن، بنیانگذار و رهبر سازمان شبه نظامی القاعده راه اندازی شد. القاعده و بن لادن سه ماه قبل متهم به حملات ۱۱ سپتامبر شده بودند. تورا بورا (به فارسی: غار سیاه) در سفید کوه نزدیک تنگه خیبر واقع شده‌است. ایالات متحده اظهار کرد که دفتر مرکزی القاعده در آنجا وجود دارد و آنجا زمانی محل زندگی بن لادن بود.

## زمینه
در اوایل دهه ۱۹۸۰ و در پی عملیات سایکلون افسران سیا به مجاهدین افغان کمک کرده بودند تا این غارها را گسترش و تقویت داده و برای مقاومت در برابر حمله شوروی به افغانستان آماده کنند. چند سال بعد، طالبان شکل گرفت و کنترل بسیاری از کشور را بدست گرفته و قوانین بنیادگرایی اسلامی را پابرجا کرد. مناطق مختلف غار در پیشتر هم مورد استفاده قرار گرفته بود، زمین دشوار این غار یک موقعیت دفاعی طبیعی را تشکیل می‌دهد که توسط رزمندگان قبیله‌ای برای مبارزه با مهاجمان خارجی استفاده می‌شد.

## نبرد

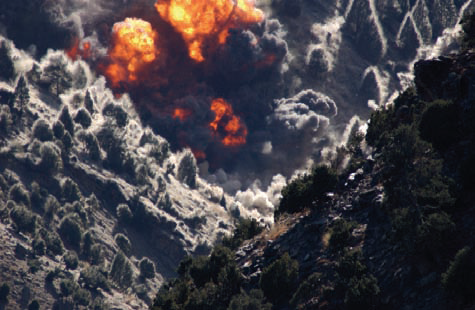
حملات هوایی ایالات متحده در تورا بورا، نوامبر یا دسامبر ۲۰۰۱

در پایان سال ۲۰۰۱، جنگجویان القاعده هنوز در کوه‌های منطقه تورا بورا نگهداری می‌شدند. یک بمباران‌های هوایی صورت گرفت که از جمله آن بمب‌های بزرگ شناخته‌شده‌ای مانند دیزی کاترز استفاده شدند.
در تاریخ ۳ دسامبر ۲۰۰۱، گروهی ۲۰ نفره از خدمات ملی مخفی سازمان سیا از مرکز فعالیت‌های ویژه و گروه پنجم نیروهای ویژه تحت نام «جاوبریکر» توسط هلیکوپتر وارد جلال‌آباد، افغانستان برای شروع یک عملیات علیه طالبان شدند. در تاریخ ۵ دسامبر ۲۰۰۱ جنگجویان ائتلاف شمال کنترل غارهای کوهستانی جنگجویان القاعده را گرفتند. تیم «جاوبریکر» و تیم اِس‌اِف مجهز به لیزر سفلام بمب افکنی‌های نیروی هوایی را هدایت کردند؛ بدون توقف، حملات هوایی سنگینی از جمله بمب‌های هدایت لیزری و موشک به مدت ۷۲ ساعت انجام شد. جنگجویان القاعده به موقعیت‌های غنی‌شدهٔ بالاتر عقب‌نشینی کرده و برای نبرد آماده شدند. حدود یک هفته بعد، اپراتورهای نیروهای ویژه ۷۰ از ارتش نیروی دلتا ایالات متحده برای حمایت از کمپین بمباران به نیروهای زمینی اسکادران و تاکتیک‌های ویژه زمینی پیوستند. در طول ساعات تاریکی، مبارزان القاعده آتش روشن می‌کردند، که باعث می‌شد که محل آن‌ها مشخص شده و هدف بمباران هوایی با کمک لیزرهای تعیین شده برای سلاح‌های هوایی شوند.
جنگجویان ائتلاف شمال از راه زمینی و ارتش ایالات متحده و نیروهای ویژه بریتانیا با حملات هوایی، پیشرفت‌های مداوم را ادامه دادند. در مواجهه با شکست، نیروهای القاعده برای آتش‌بس با یک فرمانده شبه نظامی محلی افغانستان به مذاکره برای تسلیم سلاح‌هایشان پرداختند. با این حال، با نگاهی به گذشته، برخی از منتقدان بر این باورند که این آتش‌بس فقط دلیلی بود که وقت برای فرار چهره‌های مهم القاعده، از جمله اسامه بن لادن، شود.